# Invincible Armada
Pour les articles homonymes, voir Armada.

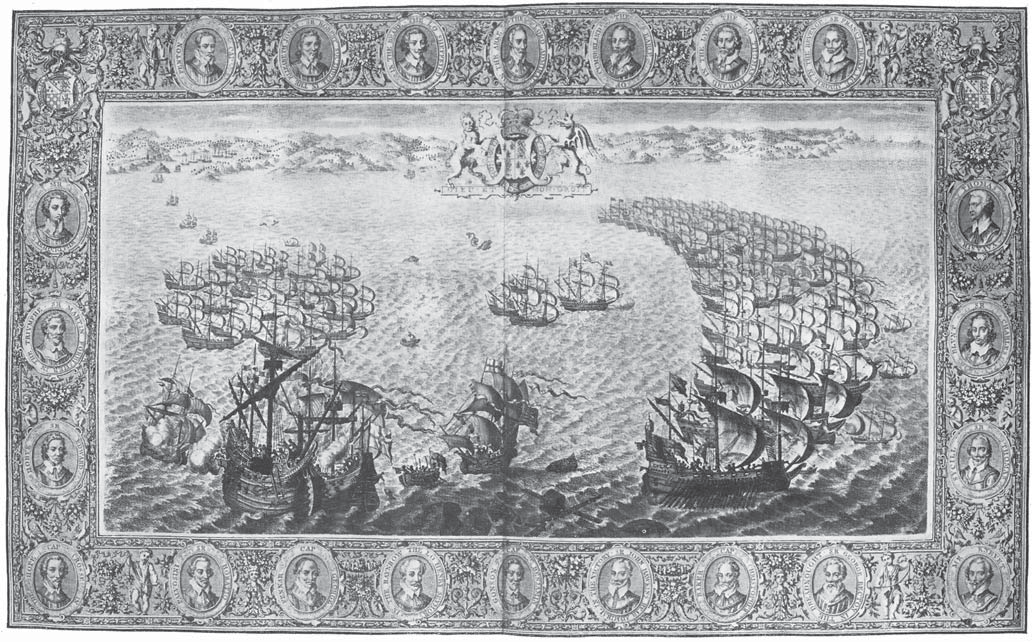
L'Invincible Armada face à la flotte anglaise.

L’Invincible Armada (nom usuel en français ; en espagnol Grande y Felicísima Armada, « grande et très heureuse flotte » ; en anglais Spanish Armada, « flotte espagnole ») est la flotte espagnole armée en 1588 par le roi Philippe II dans le but de débarquer en Angleterre, au cours de la guerre anglo-espagnole commencée en 1585.
L'Angleterre protestante (anglicane) est alors en guerre contre l'Espagne depuis la signature du traité de Sans-Pareil (10 août 1585) avec les Provinces-Unies, république protestante (calviniste) dont l'existence même est une remise en cause de la souveraineté de Philippe sur les Pays-Bas. Au début du projet, l'objectif était de rétablir Marie Stuart sur le trône d'Écosse et de l'établir sur le trône d'Angleterre, mais Élisabeth l'ayant fait exécuter (8 février 1587), les objectifs ont dû être modifiés. L'Angleterre est aussi impliquée dans la huitième guerre de Religion en France, en soutenant les huguenots de Henri de Navarre, alors que Philippe II soutient la Ligue catholique du duc de Guise.
La flotte espagnole, constituée de 130 navires, en majorité des galions et de gros vaisseaux marchands armés de type caraque, transportant 30 000 hommes, dont 20 000 soldats, part de Lisbonne. Parvenue à Calais (7 août 1588) afin d'embarquer des soldats de l'armée espagnole du gouverneur général des Pays-Bas, Alexandre Farnèse, elle est prise à partie par les Anglais, et face à une marine anglaise agile et déterminée, ne parvient pas à engager le combat lors de la bataille de Gravelines. Soumise à des conditions météorologiques difficiles et en l'absence de tout port ami pour relâcher, la côte étant verrouillée par les navires des Provinces-Unies, elle est obligée de renoncer au projet d'invasion et de rentrer en Espagne en contournant la Grande-Bretagne par le nord. C'est durant ce trajet de retour qu'une violente tempête aboutit au naufrage sur les côtes irlandaises du comté de Sligo de deux douzaines de navires, dont les équipages parvenus sur les côtes connaissent des fortunes diverses selon les gens qui les accueillent. Les autres navires parviennent à Santander.
L'histoire de l'Invincible Armada a été mythifiée pendant des générations par les Anglais et la bataille de Gravelines présentée comme une éclatante victoire anglaise. C'est probablement une des opérations de propagande les plus durables et les plus réussies.

## Contexte international

Trajet emprunté par l'Armada espagnole.

### La puissance espagnole sous Philippe II
Philippe II, fils de l'empereur Charles Quint, est devenu en 1556-1557 roi de Castille et roi d'Aragon, ainsi que souverain des Pays-Bas. En 1580, Philippe II s'impose comme roi du Portugal, au détriment de la maison d'Aviz, ce qui a abouti à la guerre de Succession du Portugal (1580-1583).
Quoique doté de moins de pouvoirs que son père, il se trouve à la tête de la première puissance mondiale, dotée d'un vaste empire, notamment en Amérique. Il se considère aussi comme un des grands responsables de la défense de la religion catholique, confrontée aux progrès du protestantisme en Europe et à l'expansion de l'Empire ottoman musulman.
Malgré la grande victoire de Lépante en 1571, il est confronté dans les années 1580 à plusieurs problèmes en Europe, en particulier avec l'Angleterre et les insurgés des Pays-Bas.

### Philippe II et l'Angleterre (1558-1585)
Philippe II a été roi consort d'Angleterre en tant qu'époux de la catholique Marie Tudor, mais après le décès de celle-ci en 1558, sans descendance, il est écarté du pouvoir. C'est la demi-sœur de Marie, Élisabeth qui devient reine, revenant à l'anglicanisme de Henri VIII, plaçant l'Angleterre dans le camp protestant.
À ce moment, l'Angleterre n'est pas encore une grande puissance, même maritime, mais commence à avoir des ambitions, tempérées par la prudence d'Élisabeth.

### L'insurrection des Pays-Bas espagnols (depuis 1568)
Aux Pays-Bas, Philippe est depuis les années 1566-1568 confronté à une insurrection, devenue une guerre, dirigée par Guillaume d'Orange, qui au bout de treize ans, a abouti à la création des Provinces-Unies (1581).
Alexandre Farnèse, gouverneur général depuis 1577, ayant obtenu le ralliement des provinces de l'union d'Arras (1579), a réussi à reprendre le contrôle du comté de Flandre, puis du duché de Brabant jusqu'à Anvers, ville dont il s'empare en 1585.

### L'intervention espagnole dans la guerre civile en France (1584)
Après la mort en juin 1584 de François, dernier fils de Catherine de Médicis et de Henri II, l'héritier présomptif de Henri III en vertu de la « loi salique » est Henri de Bourbon, premier prince du sang, roi de Navarre et chef de l'armée protestante, qui tient le sud-ouest du royaume de France. Face à cette menace, les catholiques intransigeants regroupés derrière Henri de Guise forment le parti de la Ligue, avec laquelle Philippe II signe le traité de Joinville (31 décembre 1584). Un des points du traité est que, pour la Ligue, le successeur présomptif de Henri III est le cardinal de Bourbon, deuxième prince du sang, oncle de Henri de Navarre.

### Les débuts de la Guerre anglo-espagnole (1585-1604)|guerre anglo-espagnole (1585-1587)
En août 1585, alors que le siège d'Anvers est proche de sa fin, Élisabeth signe avec les Provinces-Unies le traité de Sans-Pareil.
Les marins des Provinces-Unies, les « gueux de mer », établissent un blocus des ports de Dunkerque et de Nieuport, sur la côte flamande, où se trouvent des unités de l'armée espagnole.
Sans déclaration de guerre formelle, l'Angleterre et l'Espagne se trouvent en état de guerre. Cette guerre anglo-espagnole est notamment marquée par les attaques de Francis Drake contre des places espagnoles d'Amérique en 1586 (Carthagène), puis en avril 1587 contre Cadix.
Dès 1586, Philippe II envisage une opération navale contre l'Angleterre afin de renverser Elisabeth et de rétablir le catholicisme. À ce moment, il soutient les droits de la catholique Marie Stuart au trône d'Angleterre (en tant que descendante de Henri VII). Marie, reine d'Écosse jusqu'en 1567, est détenue depuis 1568 par Elisabeth, qui la fait exécuter en février 1587. Par testament, Marie Stuart a cédé ses droits à Philippe, ce qui rend le projet d'invasion encore plus souhaitable.

## L'Armada de 1588

### Le projet
Les objectifs sont étudiés en 1586 par Álvaro de Bazán, marquis de Santa Cruz, vainqueur de la flotte française lors de la bataille des Açores (juillet 1582), Alexandre Farnèse, gouverneur général des Pays-Bas espagnols, et le duc de Medina Sidonia et précisés par Philippe II dans ses instructions de 1587 et 1588.
Le pape Sixte V donne à l'expédition un statut de croisade, autorisant Philippe à percevoir les taxes afférentes et accordant des indulgences aux participants.

### Formation de l'Armada
La flotte est rassemblée en rade de Lisbonne, c'est-à-dire dans l'estuaire du Tage. Le Portugal et l'Espagne forment alors l'Union ibérique après la guerre de Succession du Portugal (1580-1583).
Le commandement est attribué à Álvaro de Bazán, mais il meurt le 9 février 1588. Philippe désigne alors Alonso Pérez de Guzmán, duc de Medina Sidonia.
Le 25 avril 1588, la flotte reçoit une bénédiction identique à celle de la flotte de Lépante en 1571.
Au moment du départ, le 28 mai, l'Armada est formée de 130 navires (8 000 hommes d'équipage) et transporte 18 000 soldats.

### Objectifs tactiques
L'Armada doit :
1. gagner le littoral flamand, notamment Dunkerque, afin d'embarquer 30 000 soldats supplémentaires issus des régiments espagnols de tercio de l'armée d'Alexandre Farnèse aux Pays-Bas ;
2. traverser la Manche et procéder au débarquement des troupes en Angleterre, dans l'estuaire de la Tamise.

La première opération est loin d'être anodine, étant donné la configuration des lieux et la présence des gueux de mer. Au large de la côte flamande en effet, de Gravelines à la Meuse, se trouvent de nombreux bancs de sable, d'où les Hollandais ont retiré les balises de signalisation. Il serait dès lors dangereux pour les vaisseaux de l'Armada de longer la côte parmi les hauts fonds afin d'ouvrir les ports flamands.
Le seul site atteignable sans risque d'échouage est celui de Gravelines, première localité néerlandaise à l'est de Calais, sur le cours d'eau frontalier de l'Aa. De fait, étant donné la taille de l'Armada, il est difficile d'établir nettement une limite maritime entre le port de Calais et celui de Gravelines. Cette opération suppose donc la bienveillance de la France, d'autant plus que les lignes de communication les plus rapides (messagerie à cheval) entre les Pays-Bas espagnols et l'Espagne traversent le royaume.

## Les forces en présence

### L'Armada: vue d'ensemble
D'après des documents du XVIe siècle de la Bibliothèque Cottonienne (Cotton MS Vespasian C), l'Armada se composait, au 1er mai 1588, de 90 navires de haut bord et de 47 barques, représentant au total 57 910 tonneaux.
L'expédition est commandée par le capitaine général Alonso Pérez de Guzmán, duc de Medina Sidonia, mais le grand amiral de la flotte est Juan Martínez de Recalde.
Le second du duc de Medina Sidonia est don Alonso Martínez de Leiva, capitaine général de la cavalerie légère du duché de Milan. Don Francisco de Bobadilla est maréchal général de camp. Don Diego de Pimentel est maréchal de camp de la légion de Sicile (tercio).
La flotte a un tonnage total de 59 120 tonnes[réf. nécessaire], avec 8 252 marins et 2 088 galériens ; elle est équipée de 3 165 armes à feu et transporte 19 295 soldats des troupes espagnoles, ainsi qu'une force de nobles volontaires bénévoles avec leurs accompagnateurs, près de 2 000 personnes. L'Armada compte 3 200 soldats et 700 marins originaires des Pays-Bas espagnols. Les vaisseaux possèdent des canons en bronze qui peuvent peser jusqu'à 1 tonne.
Elle transporte aussi un groupe de missionnaires sous les ordres de don Martin Alaccon, administrateur et vicaire général de l'Inquisition, 290 personnes (moines mendiants, prêtres et « familiers »), en vue de convertir les Anglais au catholicisme après la conquête.
Le coût de la flotte a été estimé par don Diego de Pimentel à 12 000 ducats par jour et le coût des forces armées du duc de Medina Sidonia et d'Alexandre Farnèse est évalué à 30 000 ducats par jour.

### Les dix escadres de l'Armada
L'escadre du Portugal est principalement formée de galions et est commandée par le capitaine général Alonso Pérez de Guzmán, duc de Medina Sidonia, commandant en chef de l'expédition.
L'escadre de Castille compte quatorze navires de différentes tailles, sous les ordres du général Diego Flores de Valdés, un des officiers de marine les plus expérimentés du service espagnol ; par la suite, il est fréquemment invité à naviguer avec l'amiral.
L'escadre d'Andalousie compte dix galions plus d'autres navires, sous les ordres du général Pedro de Valdés (es).
L'escadre de Biscaye compte dix galions plus d'autres navires plus petits, sous les ordres de Juan Martínez de Recalde, grand amiral de la flotte.
L'escadre de Guipuzcoa compte dix galions sous les ordres du général Miguel de Oquendo (es).
L'escadre d'Italie compte dix navires sous les ordres du général Martín de Bertendona.
L'escadre des hourques (urcas), qui sont des navires marchands transportant une bonne part des troupes, compte vingt-trois navires sous les ordres du général Juan Gomez de Medina.
L'escadre des tenders (plus des caravelles et autres) compte vingt-deux navires sous les ordres du général Antonio Hurtado de Mendoza (es).
Une escadre des quatre galéasses est commandée par Hugo de Moncada i Gralla et une escadre de quatre galères par le capitaine Diego de Medrado.
Les galéasses espagnoles qui avaient eu leur heure de gloire à la bataille de Lépante, s’avérèrent ne plus être le navire de l'avenir.

### La flotte des Pays-Bas espagnols
La flotte d'Alexandre Farnèse est réduite à l’inaction pour ne pas avoir pu réunir ses équipages.

### La flotte anglaise
Les Anglais ont rassemblé 191 navires, mais de taille moyenne inférieure à celle des navires espagnols, puisque leur flotte ne totalise que 31 985 tonneaux.
Elle est commandée par Lord Howard (amiral), qui a sous ses ordres John Hawkins et Francis Drake (vice-amiral).
Elle bénéficie de deux avantages techniques, qui ont fait croire[pas clair] qu'elle aurait pu vaincre l'Armada :
- des canons de type « couleuvrine », copies du canon de Gregor Löffler d'Innsbruck, introduits en Angleterre par Adam Dreyling, neveu du fondeur. Ces canons ont une portée et une force de pénétration nettement supérieures à celles des canons espagnols, ce qui permettrait d'éviter l'abordage. Manœuvrés par des artificiers affectés exclusivement à cette opération, ils permettent en outre de tirer à une cadence plus rapide (un tir toutes les 2 minutes, contre 10 pour les canons espagnols[12]) ; une étude détaillée de ces canons effectuée en 2009 montre que leurs boulets atteignaient la vitesse du son[13] ;
- des navires plus rapides dessinés par Matthew Baker selon des principes novateurs : ainsi, un navire comme le Revenge est un « vaisseau rasé ».

Dans cette bataille, le vice-amiral anglais Francis Drake s'est illustré par son habileté.[pas clair]
La plupart des batailles navales consistaient en un abordage suivi de combats rapprochés. L'Armada espagnole comptait des transports de troupes, les hourques, navires de commerce en vrac, qui étaient par ailleurs peu aptes à naviguer sur l'océan. Les navires anglais ne transportaient pas de troupes, l'accent étant mis sur l’artillerie. L'engagement par abordage attendu des Espagnols n'eut donc jamais lieu.[pas clair]

## L'expédition

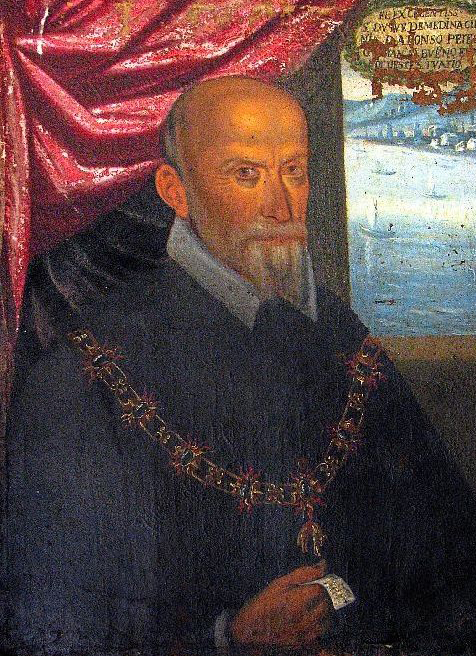
L’expédition est placée sous les ordres de Alonso Pérez de Guzmán. Portrait par Francesco Giannetti, 1612.

### Le trajet de Lisbonne à Gravelines (28 mai-7 août)
L'Armada quitte la rade de Lisbonne le 28 mai 1588.
Elle subit du gros temps dans le golfe de Gascogne et plusieurs navires sont contraints au retour pour réparations : 124 atteignent la Manche.
Début juillet, la flotte britannique est rassemblée à Plymouth en vue de parer à la menace.
L'Armada est signalée en vue des côtes de Cornouaille, au cap Lizard, le 29 juillet (les Anglais utilisent un système de feux pour transmettre l'information vers Londres et les ports). Arrivés au niveau de Plymouth, les Espagnols pourraient attaquer la flotte anglaise bloquée par le flux, mais conformément aux ordres de Philippe II, la flotte poursuit sa route. Au reflux, les Anglais font sortir du port 55 navires, en trois escadres commandées par Lord Howard, Francis Drake et John Hawkins (arrière-garde) et un premier engagement a lieu le 1er août. La flotte espagnole doit abandonner deux navires, du fait d'une collision (San Salvador et Rosario). Un second engagement a lieu le 3 août au large de Portland. Un troisième a lieu au niveau de l'île de Wight.

### L'étape de Calais (7 août)
Le 7 août, la flotte espagnole atteint Calais et jette l'ancre dans une position défensive (en croissant).
C'est alors seulement qu'elle est informée que les préparatifs de l'embarquement des troupes de Farnèse (qui doivent être transportées par barges) demandent encore six jours.
Une escadre hollandaise (Justin de Nassau) établit alors un blocus du port de Dunkerque et les navires hollandais en attente en Zélande et Flandre font planer une menace sérieuse sur le trajet des barges jusqu'à la flotte espagnole.

### La bataille de Gravelines (8 août)
Dans la nuit du 7 au 8 août, les Anglais lancent huit navires incendiaires. Deux sont neutralisés, mais les six autres mettent le désordre dans la flotte espagnole, nombre de capitaines décidant de lever l'ancre.
Au cours de la journée du 8 août, la flotte espagnole ne parvient pas à maintenir sa position. Harcelée par les Anglais, elle ne subit pas de pertes mais elle est entraînée vers l'est par les vents et les courants. La prise en charge des troupes de Farnèse est dès lors impossible, et de ce fait, l'opération de débarquement en Angleterre n'a plus lieu d'être.
Le duc de Medina Sidonia décide de rentrer en Espagne, mais, compte tenu de la situation, en contournant les îles Britanniques (Grande-Bretagne et Irlande) par le nord, en partant par la mer du Nord.

### Le trajet de retour de l'Armada
Au sortir de la bataille de Gravelines la flotte espagnole est encore relativement intacte alors qu'elle navigue entre les Orcades et Fair Isle pour atteindre le Nord de l'Irlande ; elle peut encore espérer rentrer en Espagne saine et sauve, quoique les eaux au nord de la Grande-Bretagne soient inconnues des navigateurs espagnols. Mais l'Armada joue de malheur, alors qu'elle a cessé de subir les attaques ennemies. C'est au large des côtes irlandaises que son sort va être scellé, dans une terrible tempête, alors qu'une partie de la flotte est drossée vers les côtes irlandaises. La flotte souvent s'est enlisée dans les hauts-fonds sablonneux de différents bras de mer, qui semblaient vouloir offrir un refuge sûr contre les éléments. Une partie de l'Armada capturée, sera sans procès froidement exécutée par les Anglais.

#### Une navigation difficile
L'Armada ne dispose pas de cartes précises, et faute de savoir mesurer la longitude, ne dispose que du relevé de la latitude, aussi les capitaines restent au large.
Le plan de route fourni au duc de Medina Sidonia par un pilote français prévoit de passer au nord des îles Shetland et de rester ainsi au clair du littoral écossais.
L'Armada, réduite à 120 bateaux, ne suit pas ce plan de route et passe entre les Orcades et les Shetland (21 août) puis suit une route nord-ouest, contrainte par le mauvais temps venant du sud, au cours de laquelle l'estimation de la position est faussée par les effets du courant du Gulf Stream.

#### Le passage au large de l'Irlande
Lorsqu'elle vire de bord pour prendre la direction sud-est (6 ou 7 septembre), les Espagnols se croient deux ou trois cents milles plus à l'ouest qu'ils ne sont, de sorte qu'ils vont passer assez près des côtes ouest de l'Irlande, zone mal connue des marins espagnols. Le gros de la flotte passe convenablement au large de la presqu'île de Dingle, mais un certain nombre de navires, moins performants, endommagés ou malchanceux, subissent diverses fortunes de mer.
Certains navires transportant des soldats en grand nombre ont besoin de faire escale pour renouveler les provisions d'eau et de vivres. Malgré leur méconnaissance des lieux, les marins espagnols arrivent à trouver des zones de mouillage, mais plusieurs échouages ont lieu. Plusieurs bateaux peuvent négocier avec les habitants leur ravitaillement ou sont capturés.
Le 21 septembre, une queue d'ouragan passe sur l'Irlande. Plusieurs bateaux, au mouillage ou en mer, sont détruits, mais certains en réchappent et parviennent à retourner en Espagne, avec souvent à bord les équipages de bateaux naufragés.

#### Bilan du passage en Irlande
Au total, vingt-quatre navires identifiés font naufrage en Irlande, six autres ne peuvent être identifiés, deux se perdent ultérieurement sur les côtes écossaises et un en Cornouailles anglaise[pas clair]. Onze navires ayant mouillé en Irlande survivent et retournent en Espagne pour la plupart[pas clair]. De 5 500 à 6 000 personnes, marins, soldats, rameurs des galéasses ou officiers, meurent en Irlande. Beaucoup sont noyés, d'autres sont massacrés par les garnisons anglaises de l'ouest et du sud de l'île (Galway, Tralee, Dingle).
Cependant, certains sont hébergés par des chefs de clans irlandais, surtout dans le nord-ouest (Donegal, Antrim). Plusieurs centaines de ces rescapés parviendront à rejoindre l'Espagne ou les Flandres par différents chemins, dont l’Écosse. Certains engendrent une descendance toujours implantée dans l'ouest de l'Irlande.

## Suites et conséquences

### Le bilan de l'expédition de 1588
L'Invincible Armada est à replacer dans le contexte de la Guerre anglo-espagnole qui débute en 1585 et se termine avec le Traité de Londres de 1604, et plus largement la guerre de Quatre-Vingts Ans.
L'Armada ne réussit à atteindre aucun des objectifs fixés par Santa Cruz, Parme et Medina Sidonia dans leurs propositions de 1586, et par Philippe II dans ses instructions de 1587 et 1588. Cette campagne navale est communément de nos jours présentée comme une défaite espagnole cuisante ; la flotte espagnole aurait d'autre part été détruite, et cet échec militaire surtout annoncerait le début du déclin de l'empire espagnol,. Dans les faits, sur les 130 navires engagés dans la Manche, seuls six grands navires sont perdus à la bataille de Gravelines ; et sur le reste de la flotte, soit plus de 120 navires, 14 navires sont ensuite détruits par la tempête. En tout 24 navires sont perdus en Irlande, détruits par la force de la tempête et le manque de connaissance des côtes irlandaises. Sur les 30 000 hommes engagés dans l'aventure, 5 000 meurent sur le sol irlandais (dont 1 300 hommes dans le naufrage de La Girona). Un massacre de masse est conduit à Gallway sur 1 000 prisonniers espagnols par la volonté d'un seul homme, Richard Bingham. Mais la puissance espagnole n'est pas affaiblie, la Flotte des Indes n'a pas été arrêtée cette année-là et deux armadas égales en puissance, souvent passées sous silence, sont ensuite menées en 1596 et 1597, entreprises se terminant aussi par des échecs espagnols. La guerre se conclut par le traité de Londres de 1604, favorable aux intérêts espagnols.
La propagande anglaise joua pour beaucoup dans l'interprétation moderne de cette période ; de même que la légende noire espagnole diffusée dès le début de la guerre de Quatre-Vingts Ans par les adversaires des Habsbourg,.
Tous les projets espagnols d'invasion de l'Angleterre échouèrent, de même que ceux de détrôner Élisabeth.

### L'expédition de Drake de 1589: la «Contre-Armada»
Quelques mois après l'expédition espagnole, en 1589, l'Angleterre créa sa propre flotte appelée la « Contre-Armada » (Counter Armada) constituée de 150 à 200 navires et 23 575 hommes sous le commandement de Francis Drake, afin d'éliminer la flotte espagnole de l'Atlantique, de rétablir la dynastie d'Aviz au Portugal et de donner à l'Angleterre le contrôle des Açores.
Cette expédition aboutit à une attaque peu concluante de La Corogne et à une sévère défaite à Lisbonne, l'intervention anglaise ne suscitant pas le soulèvement antiespagnol espéré. Le bilan est négatif : quarante vaisseaux coulés ou capturés, des milliers d'hommes tués, blessés ou morts de maladie. Les finances de l'Angleterre sont également mises à mal par l'expédition. Francis Drake subit d'ailleurs une rétrogradation en raison de cet échec.

### Les Armadas espagnoles de 1596 et de 1597
Les pertes subies par l'Invincible Armada, tant en hommes qu'en navires, sont graves, mais elles ne sont pas fatales à l'Espagne. L'historien Lucien Febvre montre d'autre-part que les destructions subies par l'Armada, en 1588, n'ont pas de conséquences nuisibles pour le trafic des galions de la Flotte des Indes ; pour les années 1591-1595 les recettes de la Couronne espagnole atteignent un nouveau montant record : 962 millions de maravédis. Entre 1595 et 1600, les recettes de la couronne atteignent leur plus haut chiffre à presque un milliard de maravédis.
En une décennie, la puissance navale espagnole se rétablit suffisamment pour permettre de lancer une autre Armada presque aussi puissante contre l'Angleterre en 1596 et en 1597. À chaque occasion, l'Armada est dispersée par des tempêtes. Malgré ces catastrophes maritimes et d’autres, comme la destruction d’une flotte espagnole dans la baie de Gibraltar par les Hollandais en 1607, l’Espagne demeure encore l’une des principales puissances navales de l’Europe jusqu’en 1639 au moins. La résilience de la marine espagnole est redevable à l'organisation de l'escadre de Dunkerque, qui porte des coups dévastateurs à la navigation néerlandaise jusqu'à la chute du bastion en 1646, ainsi qu'à la ténacité et aux compétences maritimes des habitants des provinces basques de Biscaye et de Guipuscoa.

### La fin de la guerre anglo-espagnole et le traité de Londres
Le Traité de Londres, signé le 18 août 1604, met fin à la guerre anglo-espagnole, qui a duré 19 ans; à des conditions de paix mieux accueillies en Espagne qu'en Angleterre, dans la mesure où l'Angleterre voit le traité laisser tomber un allié, les Pays-Bas. Après la signature du traité, l'Angleterre et l'Espagne demeureront en paix jusqu'en 1625.

## L'Invincible Armada et la nation anglaise

### Réactions immédiates
L'échec de l'entreprise de Philippe II suscite en Angleterre et dans le monde protestant une grande campagne de propagande antiespagnole sous forme de brochures, de chansons populaires, de poèmes, de gravures, de peintures, de pièces de monnaie, de médailles, etc. Pour l'Angleterre, on connaît 24 chansons populaires de l'époque qui ont survécu.
En septembre, le conseiller de la reine, Lord Burghley, publie une brochure (The Copie of a Letter Sent out of England to Don Bernardin Mendoza), copie du supposé rapport d'un jésuite anglais à l'ambassadeur d'Espagne en France, fournissant une discussion détaillée des raisons injustes de l'Espagne d'attaquer l'Angleterre, et qui se terminait par : « So ends this account of the misfortunes of the Spanish Armada which they used to call INVINCIBLE » (« Ainsi se termine ce récit des malheurs de l'Armada espagnole qu'ils appelaient INVINCIBLE »). Le mot « invincible » est mis en majuscules par Burghley lui-même. Des traductions en français, en allemand, en néerlandais et en italien sont publiées très rapidement. La brochure de Lord Burghley a eu un grand succès, puisque l'expédition de 1588 est encore qualifiée comme « Invincible » dans certains pays, notamment la France et l'Espagne.
Charles Howard, comte de Nottingham, commande un ensemble de tapisseries représentant une grande bataille navale, qui ne correspond pas à la réalité de la bataille de Gravelines. L'impact de la propagande de Howard dura aussi longtemps que celle de Burghley.

### Propagande et histoire
Ce vaste corpus de propagande s'est en grande partie substitué à la réalité historique, faisant de « la défaite de l'Invincible Armada », un moment déterminant de l'histoire nationale anglaise, avec de nombreux clichés connexes.

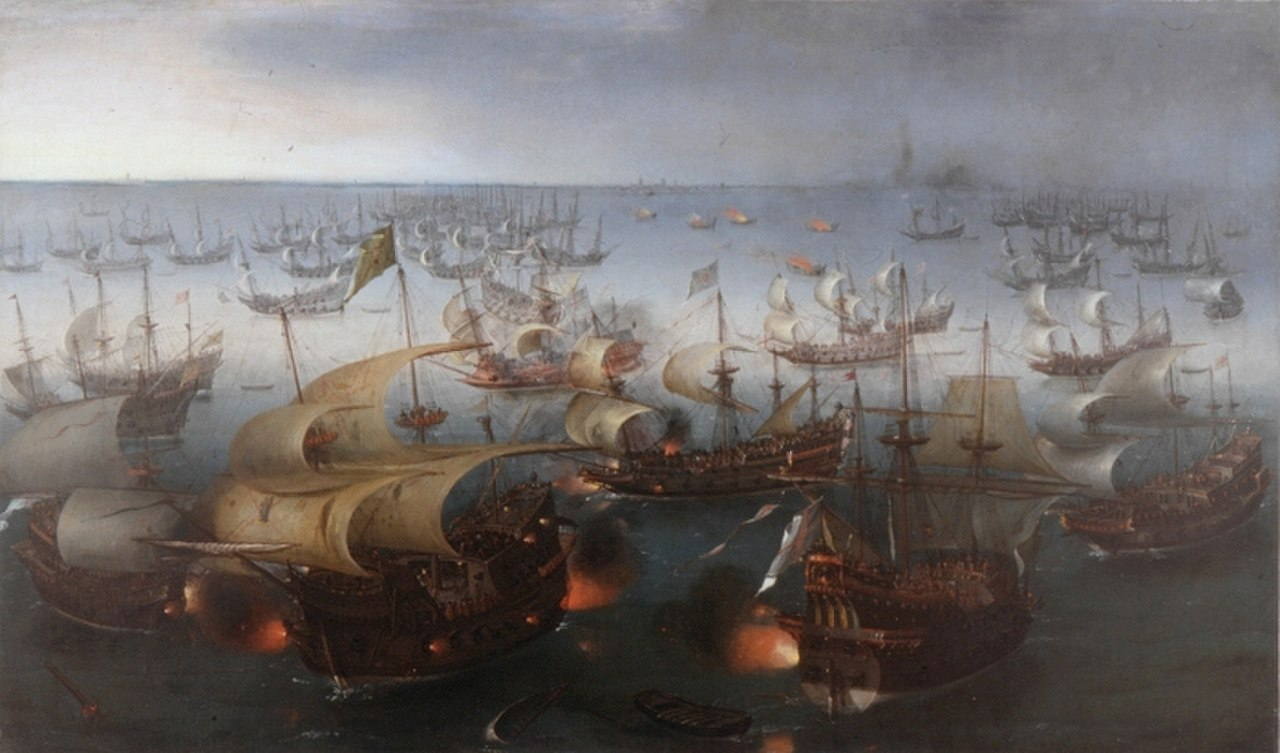
Septième jour de la bataille avec l'Armada, 7 août 1588, par Hendrick Cornelisz Vroom, 1601.

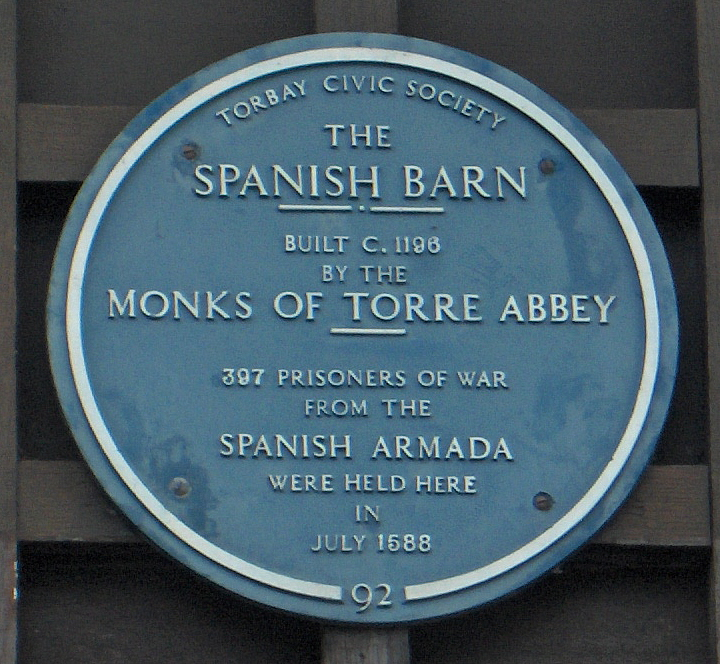
Plaque commémorative sur la « grange espagnole » (Spanish Barn) de l'Abbaye de Torre, à Torquay, rappelant que 397 prisonniers espagnols y ont été captifs.

En Angleterre, le regain de fierté nationale à la suite de la défaite de la tentative d'invasion espagnole dura des années, et la légende d'Élisabeth persista et se développa longtemps après sa mort. Repousser la force navale espagnole a peut-être donné du cœur à la cause protestante à travers l'Europe, et à la conviction que Dieu était avec les protestants. Le vent qui dispersa l'Armada fut appelé « Protestant Wind (en) », une expression également utilisée pour les attaques navales ultérieures favorables à la cause protestante qui furent aussi aidées par le vent. Cela fut démontré par la frappe de médailles commémoratives qui portaient des variations de l'inscription : « 1588. Flavit יהוה et Dissipati Sunt » - avec « YHWHh » représenté selon le tétragramme en lettres hébraïques (« Dieu a soufflé, et ils ont été dispersés »). Il y avait aussi des médailles plus légères frappées, comme celle avec la digression basée sur les paroles de Jules César « Veni, vidi, vici » : Venit, Vidit, Fugit (Il est venu, il a vu, il s'est enfui).

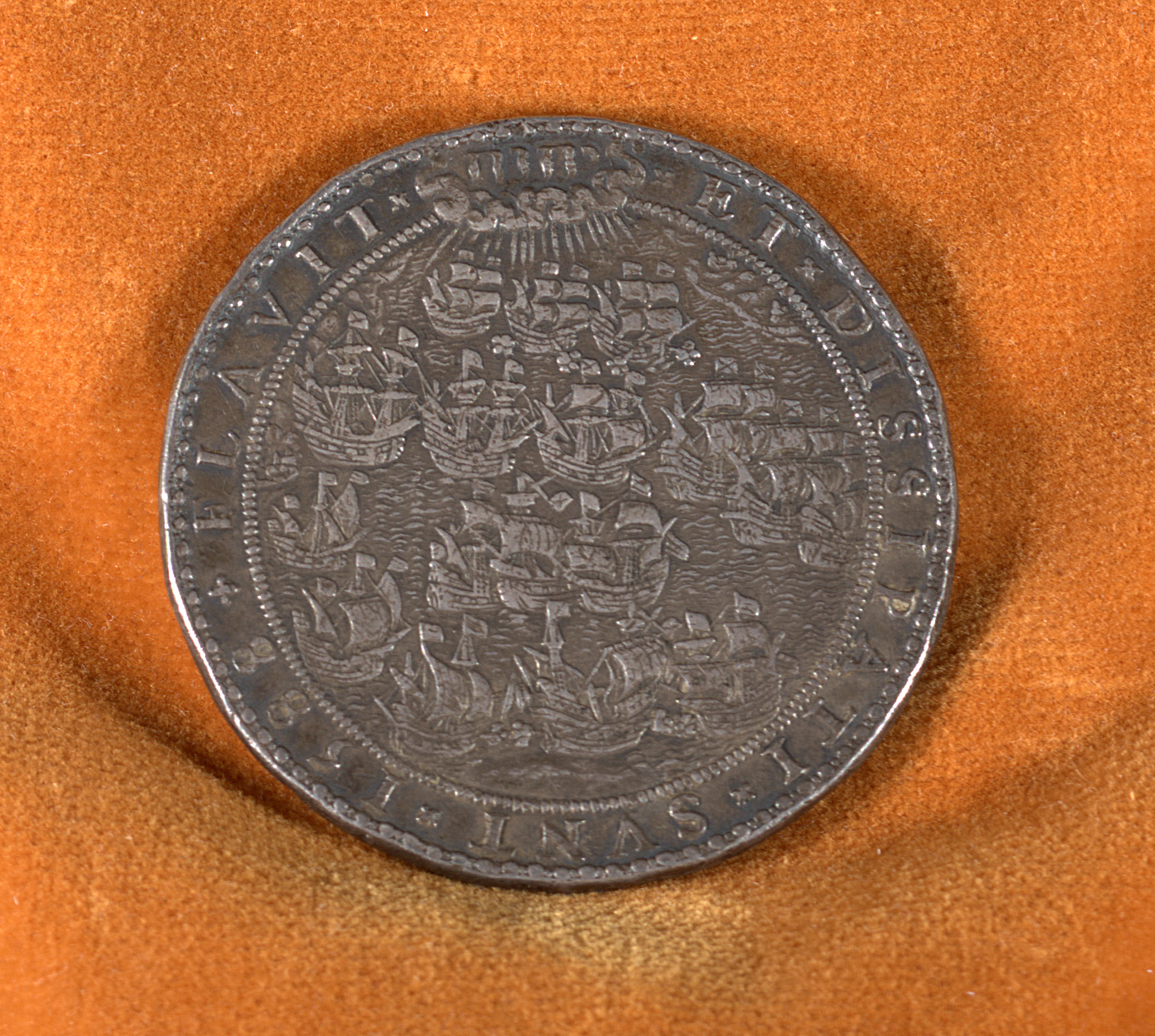
Armada Medal portant l'inscription « Flavit Jehovah et Dissipati Sunt ».

### Commémorations ultérieures de la défaite espagnole
Lors de la commémoration marquant le centenaire de la défaite de l'Armada en 1689, un écrivain publie un poème patriotique intitulé Skeltonical Salutation or Condign Congratulation and just vexation of the Spanishe Nation, dont la thématique rejoint la légende noire espagnole,, grand thème de la propagande protestante.
Le souvenir de la victoire sur l'Armada est encore évoqué pendant les guerres napoléoniennes, lorsque la Grande-Bretagne fait de nouveau face à une menace d'invasion étrangère, en l'occurrence française (avant la bataille de Trafalgar).
En 1888, pour célébrer le tricentenaire de la défaite de l'Armada espagnole, un monument est construit à Plymouth, l'Armada Memorial (en).
Le thème apparaît de nouveau pendant la Seconde Guerre mondiale, lorsque le Royaume-Uni se trouve seul en guerre contre l'Allemagne nazie de juin 1940 à juin 1941.
Récemment, une émission de la BBC Royal History's Biggest Fibs with Lucy Worsley analyse la propagande développée à partir de l'épisode de l'Armada espagnole, d’abord anglaise puis victorienne[pas clair], qui présente l'Angleterre (puis la Grande-Bretagne) comme une nation insulaire dont le destin historique serait d'être la puissance maritime mondiale : Rule, Britannia, Britannia, rule the waves!.

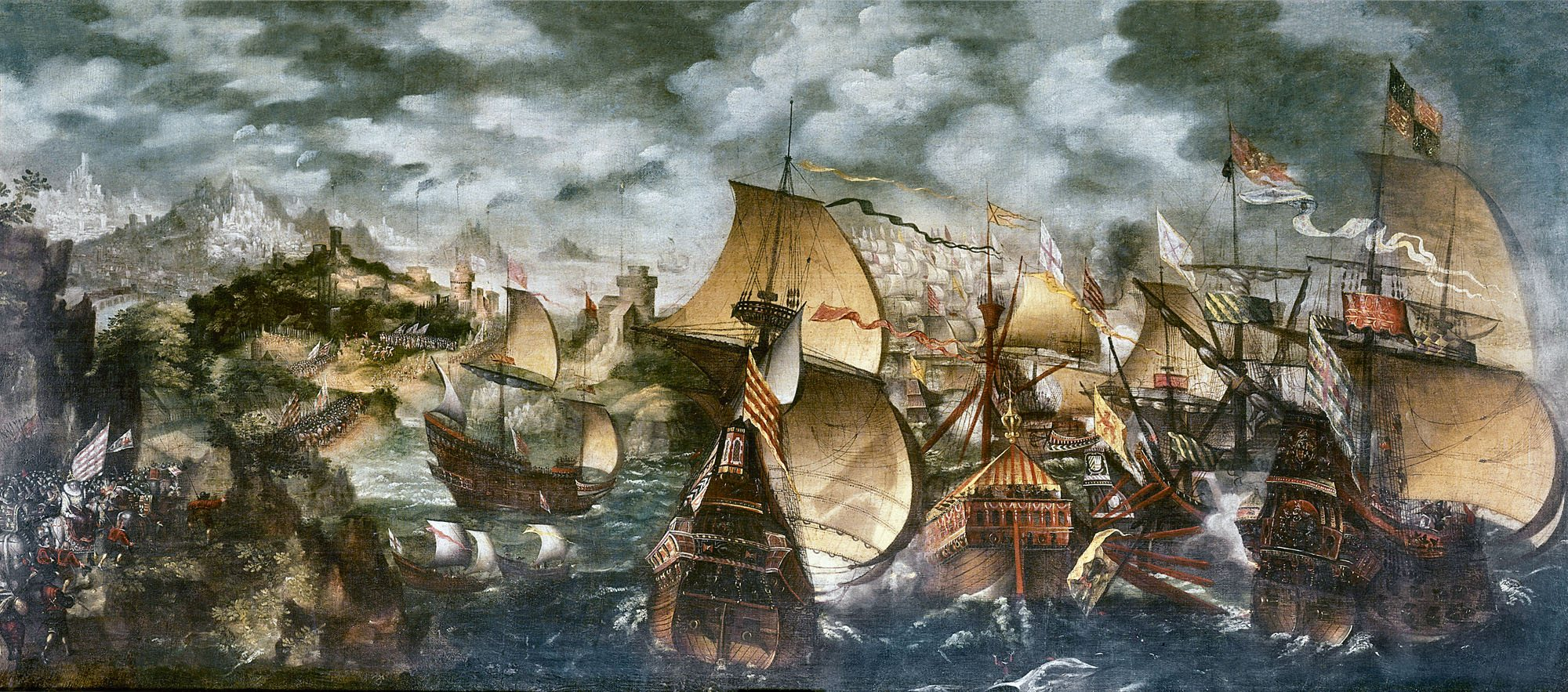
Élisabeth I et l'Armada espagnole ; peinture de la parfois attribuée à Nicholas Hilliard,.

## Historiographie
L'historien Douglas Knerr a étudié les principales tendances de l'historiographie sur cinq siècles.
Le livre de Petruccio Ubaldini publié en 1590, A Discourse Concernye the Spanish Fleete Invadinye Englande, soutient que c'est Dieu qui a favorisé de façon décisive la cause protestante. Cet ouvrage a eu une grande influence pendant un siècle et demi.
Au XVIIe siècle, William Camden souligne des éléments du nationalisme anglais[pas clair] et de l'entreprise privée des Chiens de Mer. Il souligne également le fait que le duc de Medina Sidonia était un marin incompétent. Au XVIIIe siècle, David Hume (1711-1776) fait l'éloge du leadership de la reine Élisabeth.
Au XIXe siècle, les historiens whig, notamment James Anthony Froude (1818-1894), rejettent l'interprétation de Hume et font valoir qu'Élisabeth était hésitante et avait frôlé la défaite en raison de son refus de dépenser suffisamment d'argent pour entretenir et approvisionner la flotte anglaise.
L'historiographie scientifique moderne commence vraiment avec la publication de deux volumes de documents primaires par John K. Laughton en 1894. Cela permet au grand historien naval de l'époque, Julian Corbett, de rejeter les vues whig et d'attirer l'attention sur la professionnalisation de la Royal Navy comme un facteur important.
Les historiens du XXe siècle se sont concentrés sur des problèmes techniques, tels que la puissance comparée des canons navals anglais et espagnols et le degré de crédit des tactiques de combat naval[pas clair] dues à Francis Drake et Charles Howard. Les conditions météorologiques défavorables dans la Manche et sur les océans à l'époque ont toujours[réf. nécessaire] été citées comme un facteur majeur du résultat.

## Étymologie et lexicographie

### «Armada»
« Armada » est un mot d'origine espagnole, armada, qui vient du latin armāta, participe passé de armāre, qui signifie « armer » en général, et notamment « armer un bateau », mais aussi « armer une place forte » (dictionnaire Gaffiot). L'adjectif armata est passé dans les langues romanes comme un nom, avec des sens divers : en français, « armée », dans d'autres langues, sous des formes signifiant « marine », « flotte ».
En espagnol, le mot armada désigne une flotte de navires de guerre, et de façon plus générale, la marine de guerre, l'armée de mer : la marine de guerre est officiellement appelée la Armada, alors que « armée » se dit ejercito (du latin exercitus) : Ejercito de Tierra, Ejercito del Aire.
Le mot espagnol « armada » est passé en français courant, avec le sens de « grand nombre de », sans s'appliquer particulièrement à des navires (Le Petit Larousse, 1996 : « une armada de camions »), en référence toutefois à l'expédition espagnole de 1588, perçue comme exceptionnellement nombreuse.

### «Invincible Armada»
La dénomination d'Invincible Armada pour l'expédition de 1588 se trouve en français, mais est aussi utilisée en espagnol (Armada Invencible), alors qu'en anglais et en néerlandais, on dit simplement « Armada espagnole » (Spanish Armada, Spaanse Armada).
L'expression « Invincible Armada » a pour origine un trait d'esprit de Lord Burghley (1520-1598), conseiller de la reine Élisabeth : « So ends this account of the misfortunes of the Spanish Armada which they used to call INVINCIBLE », qui a été transmis dans de nombreuses langues.
L'idée générale (« L'invincible armada a été vaincue ! ») a été fortement mise en valeur par la propagande anglaise, mais aussi protestante, de l'époque et « la défaite de l'Invincible Armada » est devenue un grand moment de l'histoire de la nation anglaise, mais avec un certain nombre de clichés plus ou moins fondés,, de sorte que l'histoire telle qu'elle est basiquement connue de nos jours par le grand public n'est pas entièrement conforme à la réalité.

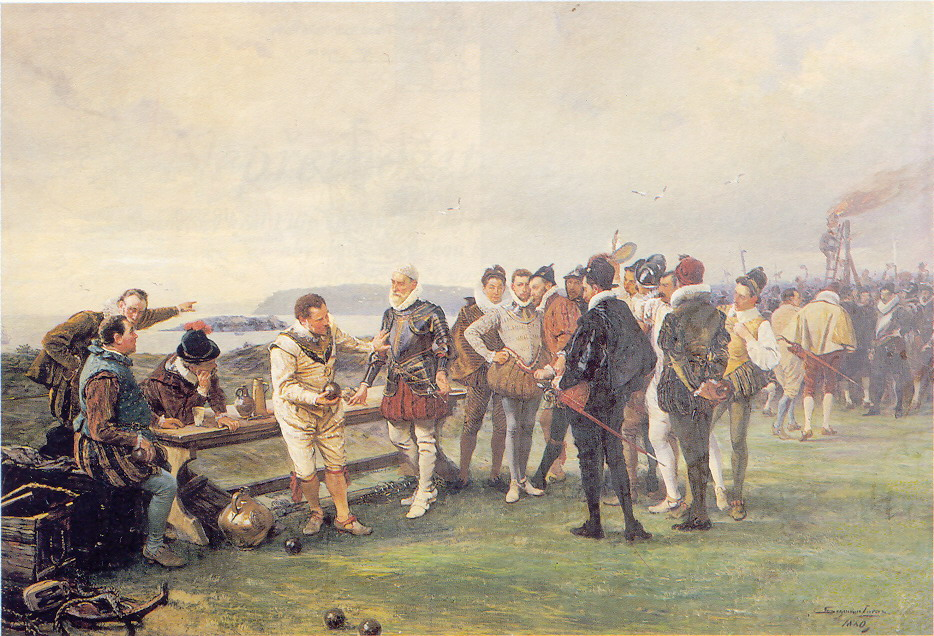
John Seymour Lucas. The Armada in Sight, 1880. Selon la légende, Francis Drake jouait aux boules sur Plymouth Hoe quand il fut informé pour la première fois de l'observation de l'Armada passant au cap Lizard. Il aurait dit : « Il reste beaucoup de temps pour terminer la partie et battre les Espagnols ».

Une bonne partie de l'historiographie sur le sujet a été conçue aux XIXe siècle, une période où l'Espagne avait cessé de peser dans l'ordre international, tandis que la Grande-Bretagne atteignait son apogée et cherchait des mythes dans le passé[pas clair] pour créer son identité,.[pas clair]

## Dans les arts et la littérature

### Livres
- Georges Blond, L'Invincible Armada, Paris, Plon, 1988
- Laurent Joffrin, Dans le sillage de l'Invincible Armada, Paulsen, 2018

### BD
- Bob de Moor, L'Invincible Armada 1. Les espions de la reine, Casterman, 1978
- Bob de Moor, L'Invincible Armada 2. Le dragon des mers, Casterman, 1978
- Jean-Yves Delitte, Gravelines : l'Invincible Armada, Glénat/Musée national de la marine, 2020

### Films
- L'Invincible Armada (Fire Over England) de William K. Howard (1937)

## Annexe: liste des bateaux engagés

### Empire espagnol

#### Escadre portugaise
« The squadra of the gallions of Portingal »: 10 navires, 2 barques, 7 476 tonnes.
- São Martinho (San Martín) — 48 canons (navire amiral de l'escadre, sous les ordres de duc de Medina Sidonia). Revient en Espagne, à Santander le 20 septembre[33].
- São João (San Juan) — 50 canons (second navire de l'escadre).
- São Marcos (San Marcos) — 33 canons (sous les ordres de López de Mendoza, fait naufrage sur la côte du comté de Clare, en Irlande[34].
- São Filipe (San Felipe) — 40 canons (sous les ordres de Francisco de Toledo, abandonné le 8 août entre Nieuport et Ostende, capturé le 9 août par une patrouille des Provinces-Unies.
- São Luís (San Luis) — 38 canons (sous les ordres d'Agustín Mexía).
- São Mateus (San Mateo) — 34 canons (sous les ordres de Diego Pimentel, échoué le 8 août entre Nieuport et Ostende, capturé le 9 août par une patrouille des Provinces-Unies).
- Santiago (Santiago) — 24 canons.
- San Francesco (San Francisco) — 52 canons (sous les ordres de Niccolo Bartoli, galéasse florentine incluse dans l'escadre portugaise. 3 galions portugais ont été refusés après la tempête que l'Armada subit avoir quitté Lisbonne[Quoi ?].
- São Cristóvão (San Cristóbal) — 20 canons.
- São Bernardo (San Bernardo) — 21 canons.
- Zabra Augusta (Augusta) — 13 canons.
- Zabra Júlia (Julia) — 14 canons.

#### Escadre de Biscaye
« The squadra of John Martin Ricaldi, of the province of Biscaye »: 10 navires, 4 barques, 6 566 tonnes.
- Santa Ana — 30 canons (navire amiral de l'escadre, sous les ordres de Juan Martínez de Recalde et Alejandro Gómez de Segura (es)). Sérieusement endommagé le 30 juillet. Il est évacué[33].
- Gran Grín — 28 canons (vice-amiral, échoué le 24 de septembre près de l'île de Clare).
- Santiago — 25 canons.
- Concepción de Zubelzu — 16 canons.
- Concepción de Juan del Cano — 18 canons, échoué en Irlande du côté de Mace Head, non loin de Galway.
- Magdalena — 18 canons.
- San Juan — 21 canons.
- María Juan — 24 canons (coulé le 8 août au nord de Gravelines ; l'équipage ne peut être évacué compte tenu de l'état de la mer[33]).
- Manuela — 12 canons.
- Santa María de Montemayor — 18 canons.
- María de Aguirre — 6 canons.
- Isabela — 10 canons.
- Patache de Miguel de Suso — 6 canons.
- San Esteban — 6 canons.

#### Escadre andalouse
« The squadra of Pedro Baldez, of Andalozia »: 10 navire, 1 barques, 8 302 tonnes
Commandé par Pedro de Valdés, comprenant onze navires (780 marins ; 2 325 soldats).
- Nuestra Señora del Rosario — 46 canons. Navire amiral de Don Pedro de Valdés (capturé par Drake, envoyé à Torbay, retourne en Espagne en 1593 après versement d'une rançon).
- San Francisco — 21 canons. Vice-amiral.
- San Juan Bautista — 31 canons.
- San Juan de Gargarin — 16 canons.
- La Concepción — 20 canons.
- Urca Duquesa Santa Ana — 23 canons. Échoué à Loughros More, Comté de Donegal, Irlande.
- Santa Catalina — 23 canons.
- La Trinidad — 13 canons.
- Santa Maria del Juncal — 20 canons.
- San Bartolomé — 20 canons.
- Patache El Espíritu Santo — 32 canons.

#### Escadre de Guipúzcoa
« The squadra of Michel de Oquenda, of Biscaye » : 10 navire, 4 barques, 6 891 tonnes.
Commandé par Miguel de Oquendo, comprenant 14 navires (616 marins, 1 192 soldats).
- Santa Ana — 47 canons. Navire amiral de Miguel de Oquendo.
- Santa Maria de la Rosa (ou Nuestra Señora de la Rosa) — 47 canons. Vice-amiral. Échoue sur le Stromboli Reef à Blasket Sound, Irlande, le 21 septembre 1588.
- San Salvador — 25 canons. Capturé, pris à Weymouth.
- San Esteban — 26 canons. Naufrage près de Doonbeg River, comté de Clare, Irlande.
- Santa María (ou Santa Marta) — 20 canons.
- Santa Barbara — 12 canons.
- San Buenaventura — 21 canons.
- La Maria San Juan — 12 canons.
- Santa Cruz — 18 canons.
- Urca Doncella — 16 canons. La hourque a sombré en arrivant à Santander, en Espagne.
- Patache La Asunción — 9 canons.
- Patache San Bernabé — 9 canons.
- Pinasse Nuestra Señora de Guadalupe — 1 canon.
- Pinasse Magdalena — 1 canon.

#### Escadre du Levant (italien)
« The squadra of Martin de Bertendona, ships of Italy »: 10 navire, 7 756 tonnes.
Commandé par Martín de Bertendona, dix navires marchands méditerranéens embarqués en Sicile et à Lisbonne (767 marins ; 2 780 soldats), la plupart échoués en Irlande.
- La Regazona — 30 canons. Navire marchand vénitien. Navire amiral de Martín de Bertendona. Rentré en Espagne très endommagé et a coulé au large de La Corogne.
- La Lavia — 25 canons. Navire marchand vénitien. Vice-amiral. Échoue à Streedagh Strand, comté de Sligo, Irlande[35].
- La Rata Santa María Encoronada — 35 canons. Navire marchand génois. Échoué et incendié, fin septembre 1588 en baie de Blacksod, comté de Mayo, Irlande.
- San Juan de Sicilia — 26 canons. Navire marchand de Raguse. D'abord échoué puis détruit après un possible sabotage anglais sur l'île de Mull, Écosse.
- La Trinidad Valencera — 42 canons. Navire marchand vénitien. Échoué le 16 septembre 1588 à Glenagivney, Kinnagoe Bay, Inishowen, comté de Donegal, Irlande.
- La Anunciada — 24 canons. Navire marchand de Raguse. Ancré à l'embouchure de la rivière Shannon, Scattery Roads, Irlande, brûlé et abandonné par son équipage secouru par d'autres navires de l'Armada.
- San Nicolás Prodaneli — 26 canons. Navire marchand de Raguse.
- Juliana — 32 canons. Navire marchand catalan. Échoué près de Streedagh Strand, dix miles au nord de la ville de Sligo, en Irlande[35].
- Santa Maria de Vison (de Biscione) — 18 canons. Navire marchand de Raguse. Échoué près de Streedagh Strand, dix miles au nord de la ville de Sligo, en Irlande[35].
- La Trinidad de Scala — 22 canons. Navire marchand génois. Rentré à Santander, Espagne, très endommagé et démâté.

#### Escadre des hourques
« The squadra of hulkes in the charge of John di Medina »: 22 navire, 9 960 tonnes
Commandé par Juan López de Medina, composé de 23 unités (608 marins ; 3 121 soldats).
- El Gran Grifón — 38 canons. Navire amiral de Juan Gómez de Medina. Fait naufrage, le 27 septembre 1588 à Stroms Hellier, Fair Isle, Orcades, Écosse. Ses trois cents marins ont passé six semaines sur l'île.
- San Salvador — 24 canons. Vice-amiral.
- Perro Marino — 7 canons.
- Falcon Blanco Mayor — 16 canons.
- Castillo Negro (27 canons). Échoué à Donegal, Irlande.
- Barca de Amburgo (ou Barca de Hamburg) — 23 canons. Le navire sombre au sud-est de Fair Isle, Écosse, l'équipage est pris à bord du Gran Grifon et de la Trinidad Valencera ; les deux font naufrage par la suite.
- Casa de Paz Grande — 26 canons.
- San Pedro Mayor — 29 canons.
- El Sansón — 18 canons.
- San Pedro Menor — 18 canons.
- Barca de Anzique (ou Barca de Danzig) — 26 canons.
- Falcon Blanco Mediano — 16 canons. Perdu au large des côtes du Connemara, comté de Galway, probablement près d'Inish Boffin, sur le Freaghillaun Rock, Irlande.
- San Andrés — 14 canons.
- Casa de Paz Chica — 15 canons.
- Ciervo Volante — 18 canons. Échoué au large des côtes irlandaises.
- Paloma Blanca — 12 canons.
- La Ventura — 4 canons.
- Santa Bárbara — 10 canons.
- Santiago — 19 canons. Échoué près de Mosterhamn, Hardangerfjord, sud de Bergen, Norvège.
- David — 7 canons.
- El Gato — 9 canons.
- Esayas — 4 canons.
- San Gabriel — 4 canons.

#### Escadre des tenders
« The squadra of Don Ant. Hurtado de Mendoza »: 4 navire, 19 barques, 1 545 tonnes.
Sous les ordres d'Antonio Hurtado de Mendoza

#### Escadre castillane
« The squadra of Diego Florès de Baldés, of the gallions that came from san Lucar »: 11 navire, 4 barques, 8 564 tonnes.
- San Cristóbal — 36 canons (navire amiral de l'escadre, sous les ordres de Diego Flores de Valdés).
- San Juan Bautista — 24 canons (second navire de l'escadre).
- San Pedro — 24 canons.
- San Juan — 24 canons.
- Santiago el Mayor — 24 canons.
- San Felipe y Santiago — 24 canons.
- La Asunción — 24 canons.
- Nuestra Señora del Barrio — 24 canons.
- San Linda y Celedón — 24 canons.
- Santa Ana — 24 canons.
- Nuestra Señora de Begoña — 24 canons.
- La Trinidad Bogitar — 24 canons.
- Santa Catalina — 24 canons.
- San Juan Bautista — 24 canons.
- Nuestra Señora del Rosario — 24 canons.
- San Antonio de Padua — 12 canons.

#### Escadre des galéasses napolitaines
Quatre navires :
- San Lorenzo : 50 canons. Navire amiral de Hugo de Moncada i Gralla ; ccoste à Calais après la bataille de Gravelines ; capturé par les Français, après un combat avec les Anglais, qui coûte la vie à Don Hugo de Moncada.
- Zúñiga — 50 canons. Forcé de se réfugier au Havre après avoir subi des avaries à son gouvernail, sur le chemin du retour[pas clair] ; il est difficile de savoir[pas clair] si le Zúñiga est jamais rentré en Espagne.
- La Girona — 50 canons. Fait naufrage le 30 octobre 1588 au large du comté d'Antrim (Irlande), avec les équipages de la Santa Maria Rata Encoronada et la Duquesa Santa Ana.
- Napolitana — 50 canons. Rentrée intacte en Espagne, accoste à Laredo.

#### Autre
« The squadra of Alonso Flores, that came from S.Maria »: 13 barques, 150 tonnes.
Sous les ordres de 'Alonso Flores de Quiñones

### Angleterre et Provinces-Unies
- Ark Royal (Amiral Charles Howard, 1er comte de Nottingham)
- Elizabeth Bonaventure (George Clifford, 3e comte de Cumberland)
- Rainbow (lord Henry Seymour (en))
- Golden Lion (Thomas Howard, 1er comte de Suffolk)
- White Bear (Alexander Gibson)
- Vanguard (William Winter)
- Revenge, Sir Francis Drake
- Elizabeth Jonas (en) (Robert Southwell)
- Victory (Amiral Sir John Hawkins)
- Antelope (Henry Palmer)
- Triumph (Martin Frobisher)
- Dreadnought (George Beeston)
- Mary Rose (Edward Fenton (en))
- Nonpareil (en) (Thomas Fenner (en))
- Hope (Robert Crosse)
- Galley Bonavolia
- Swiftsure (Edward Fenner)
- Swallow (Richard Hawkins)
- Larke (Arthur Chichester, 1er baron Chichester)
- Foresight (Christopher Baker)
- Aid (William Fenner)
- Bull (Jeremy Turner)
- Tiger (John Bostocke)
- Tramontana (Luke Ward)
- Scout (Henry Ashley)
- Achates (Gregory Riggs)
- Charles (John Roberts)
- Merlin (Walter Gower)
- Spy (pinaza) (Ambrose Ward)
- Sun (pinaza) (Richard Buckley)
- Cygnet (John Sheriff)
- Brigandine (Thomas Scott)
- George (Richard Hodges)
- 34 marchands
- 33 barges
- 23 barques de cabotage
- 30 navires des Provinces-Unies dans le blocage des côtes flamandes.

Les brûlots perdus entre les 7 et 8 d'août :
- Bark Talbot
- Hope
- Thomas
- Bark Bond
- Bear Yonge
- Elizabeth
- Pastel
- Cure's ship